# Полаєво (Великопольське воєводство)
Полаєво (пол. Połajewo, нім. Güldenau) — село в Польщі, у гміні Полаєво Чарнковсько-Тшцянецького повіту Великопольського воєводства.
Населення — 2532 особи (2011).
У 1975-1998 роках село належало до Пільського воєводства.

## Демографія
Демографічна структура станом на 31 березня 2011 року:
|          | Загалом | Допрацездатний вік | Працездатний вік | Постпрацездатний вік |
| -------- | ------- | ------------------ | ---------------- | -------------------- |
| Чоловіки | 1248    | 308                | 853              | 87                   |
| Жінки    | 1284    | 291                | 775              | 218                  |
| Разом    | 2532    | 599                | 1628             | 305                  |